# Galerie Kovacek

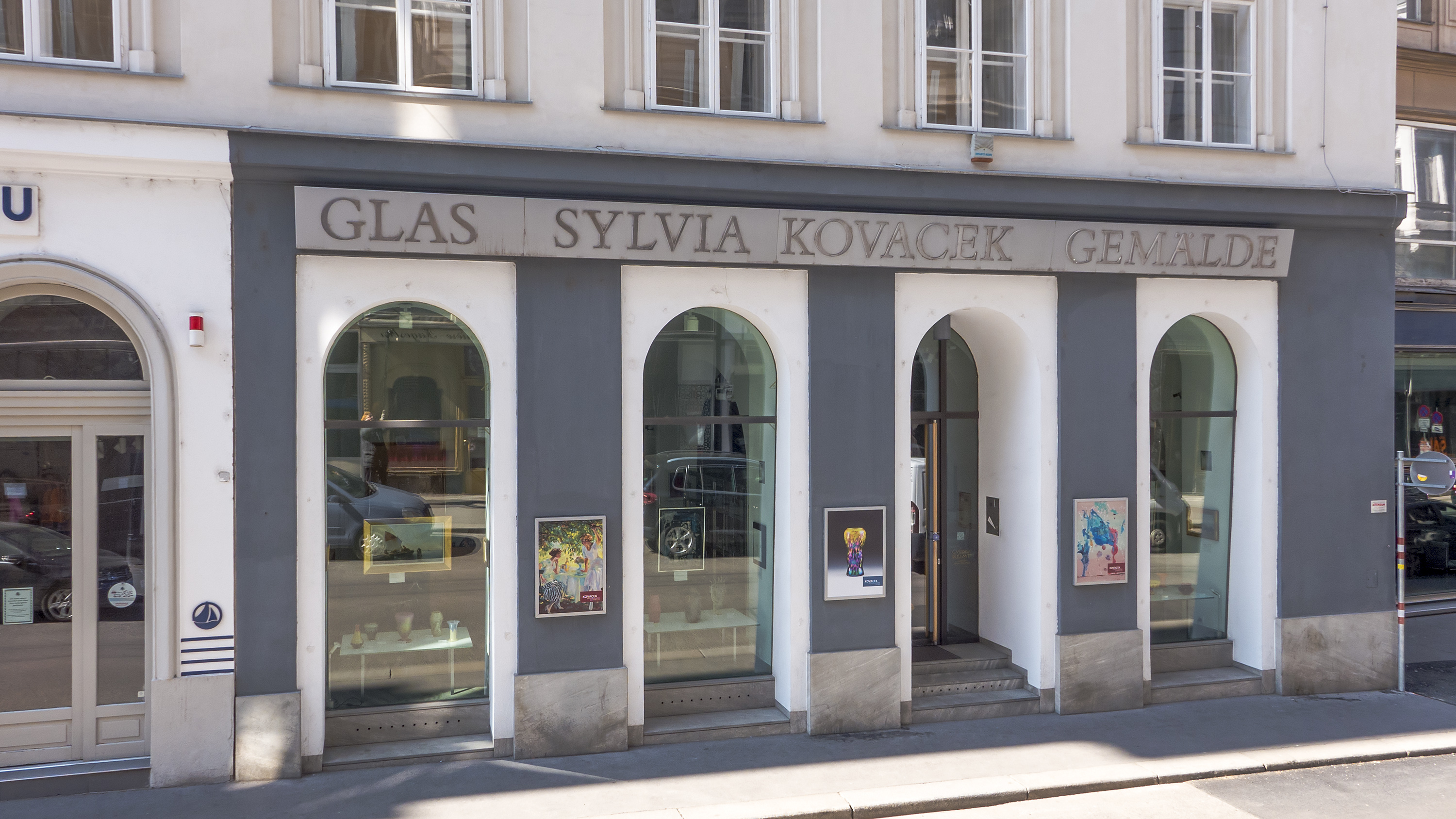
Galerie Kovacek in der Spiegelgasse 12

Die Galerie Kovacek ist eine Wiener Galerie, die 1973 von Michael und Regine Kovacek gegründet wurde. Sylvia Kovacek setzt seit Herbst 2005 die Firmentradition der 1973 gegründeten Galerie fort. Die Galerie liegt in der Wiener Innenstadt in der Spiegelgasse.

## Geschichte und Galerieprogramm
Im Jahr 1973 gründen Michael und Regine Kovacek die Galerie Kovacek in der Wiener Innenstadt. Seit Herbst 2005 wird die Galerie von Sylvia Kovacek weitergeführt. Inhaltlich hat sich das Programm nicht geändert. Die Galerie ist auf mitteleuropäisches Glas von der Renaissance bis zu den 1950er Jahren und Malerei des 19. und 20. Jahrhunderts spezialisiert.
Die Schwerpunkte bei Glas liegen bei emailbemalten Gläsern aus dem 16. Jahrhundert aus Venedig oder Hall in Tirol, geschliffenen und gravierten Pokalen aus dem 17. und 18. Jahrhundert aus Schlesien oder Potsdam u. a. Das Biedermeier wird vertreten durch reich bemalte Becher von Anton Kothgasser, Gottlob und Samuel Mohn und von Johann Joseph Mildner. Aus der Zeit um die Jahrhundertwende dürfen ausgewählte Stücke der Manufakturen Gallé und Daum oder von Lötz aus Böhmen nicht fehlen. Den Schlusspunkt bilden namhafte Entwürfe von Designern der Glasstudios auf Murano aus den 1950er und 1960er Jahren.
Das Gemäldeprogramm beginnt ab dem österreichischen Biedermeier mit Künstlern wie Rudolf von Alt, Friedrich Gauermann, Ferdinand Georg Waldmüller bis zu Emil Jakob Schindler, Olga Wisinger Florian oder Tina Blau. Die Zeit der Klassischen Moderne wird vertreten durch Werke von Gustav Klimt, Egon Schiele, Oskar Kokoschka, Koloman Moser oder Carl Moll. Erweitert mit Künstlern des Dt. Expressionismus. Namen wie Emil Nolde oder George Grosz dürfen nicht unerwähnt bleiben. Laufend wird das Angebot durch Werke etablierter Kunst nach 1945 abgerundet: wie Arnulf Rainer, Markus Prachensky, Wolfgang Hollegha, Sabine Wiedenhofer und Josef Mikl.
Jährlich werden vier bis sechs Ausstellungen in den Galerieräumen veranstaltet, die jeweils von einem Katalog begleitet werden. Die einzelnen Präsentationen sind unterschiedlichen Epochen gewidmet, wobei einmal der Schwerpunkt auf der Malerei des Biedermeier und dem Stimmungsimpressionismus liegt oder man sich mehr auf die klassische Moderne und die Kunst nach 1945 konzentriert.
Die Galerie Kovacek nimmt regelmäßig an österreichischen Kunstmessen, wie der Art&Antique in der Wiener Hofburg und der art austria im Palais Liechtenstein teil. International vertreten ist die Galerie auf den Highlights in München, der Cologne Fine Art sowie der BRAFA in Belgien.

## Familiengeschichte
Die Familiennamen Kovacek und Zetter stehen für eine große Wiener Kunsthändler-Familie: Zur ersten Generation zählen die Geschwister Christa Zetter mit der Galerie bei der Albertina Zetter, Michael und Regine Kovacek (Galerie Kovacek) und Peter Kovacek mit dem Kunstsalon Kovacek. In der zweiten Generation sind vier von sechs Kindern im Kunsthandel tätig.